# Homero Alsina Thevenet
Homero Alsina Thevenet (Montevideo, 6 de agosto de 1922-Ibidem, 12 de diciembre de 2005) fue un periodista y crítico cinematográfico uruguayo.

## Biografía
Comenzó su trayectoria de crítico de cine a los 15 años en la revista uruguaya Cine Radio Actualidad de René Arturo Despouey, a quien siempre consideró su maestro.
Realizó críticas de cine Junto a Hugo Alfaro durante siete años para el semanario Marcha. 
En 1954 comenzó a trabajar en la página de espectáculos del diario El País.
Entre 1965 y 1976 trabajó en Buenos Aires en la revista Primera Plana y en la editorial Abril. Después del golpe militar de 1976 en la Argentina  debe exiliarse en Barcelona. En 1984 regresó a la Argentina donde fue Jefe de Espectáculos del diario La Razón y luego de Página 12.
En 1989 regresó a Montevideo donde fundó El País Cultural, semanario cultural  del diario El País; fue su director durante 17 años y hasta el momento de su muerte.
Es considerado un maestro de la crítica cinematográfica. Publicó trabajos sobre la historia del cine mudo, las listas negras de Hollywood, la censura en el cine y el actor Charles Chaplin. Junto a Emir Rodríguez Monegal escribió el primer libro escrito fuera de Suecia sobre el realizador Ingmar Bergman.
No toda su obra se encaminó hacia el cine, también escribió, recopiló y aumentó una enciclopedia sobre datos inútiles en la cual incluyó una gran colección de datos raros e interesantes, presentados en tono sarcástico y de humor negro hacia la sociedad de finales de la década de 1980.

## Premios
En 2002, fue galardonado con el Premio Cóndor de Plata a la trayectoria que entrega la Asociación de Cronistas Cinematográficos de la Argentina.
Alsina fue galardonado con el Premio Legión del Libro otorgado por la Cámara Uruguaya del Libro.

## Obras
- Ingmar Bergman, un dramaturgo cinematográfico (con Emir Rodríguez Monegal, Renacimiento. 1964)
- Censura y otras presiones sobre el cine (Fabril. 1972)
- Crónicas de cine (Dela Flor. 1973)
- Violencia y erotismo (con S.Feldman y A.Mahieu, Cuarto Mundo. 1974)
- Cine sonoro americano y los Oscars de Hollywood (Corregidor. 1975)
- Chaplin, todo sobre un mito (Bruguera. 1977)
- El libro de la censura cinematográfica (Lumen)
- Textos y manifiestos del cine (con J. Romaguera, Gili. 1980)
- Una enciclopedia de datos inútiles (Ediciones la Flor, Buenos Aires. 1986)
- Segunda enciclopedia de datos inútiles (Ediciones la Flor, Buenos Aires. 1987)
- Cinelecturas I (Ediciones Trilce. 1990)
- Desde la creación al primer sonido. Historia del cine americano/1 (1893-1930) (Editorial Laertes, Barcelona. 1993)
- Historias de películas (El cuenco de Plata, Buenos Aires. 2007)